# Komuna e Çarshovës
Komuna e Çarshovës är en kommun i Albanien.   Den ligger i prefekturen Qarku i Gjirokastrës, i den södra delen av landet, 140 km söder om huvudstaden Tirana.
Trakten runt Komuna e Çarshovës består till största delen av jordbruksmark.  Runt Komuna e Çarshovës är det glesbefolkat, med 15 invånare per kvadratkilometer.